# Premier tour des éliminatoires de la zone Afrique de la Coupe du monde de football 2022
Cet article donne les résultats du premier tour de la zone Afrique pour les éliminatoires de la Coupe du monde de football 2022.

## Format
Au premier tour, les 28 pays les moins bien classés au classement FIFA de juillet 2019 s'affrontent deux par deux en match aller-retour. Les 14 vainqueurs accèdent au deuxième tour. Les matchs se déroulent en septembre 2019.

## Tirage au sort
Le tirage au sort a été effectué le 29 juillet 2019 à 12h00 au Caire en Égypte
| Match | Équipe 1             | Résultat        | Équipe 2           | Aller | Retour  |
| ----- | -------------------- | --------------- | ------------------ | ----- | ------- |
| 1     | Éthiopie             | 1E - 1          | Lesotho            | 0 - 0 | 1 - 1   |
| 2     | Somalie              | 2 - 3           | Zimbabwe           | 1 - 0 | 1 - 3   |
| 3     | Érythrée             | 1 - 4           | Namibie            | 1 - 2 | 0 - 2   |
| 4     | Burundi              | 2 - 2 0 - 3 tab | Tanzanie           | 1 - 1 | 1 - 1ap |
| 5     | Djibouti             | 2 - 1           | Eswatini           | 2 - 1 | 0 - 0   |
| 6     | Botswana             | 0 - 1           | Malawi             | 0 - 0 | 0 - 1   |
| 7     | Gambie               | 1 - 3           | Angola             | 0 - 1 | 1 - 2   |
| 8     | Liberia              | 3 - 2           | Sierra Leone       | 3 - 1 | 0 - 1   |
| 9     | Maurice              | 0 - 3           | Mozambique         | 0 - 1 | 0 - 2   |
| 10    | Sao Tomé-et-Principe | 1 - 3           | Guinée-Bissau      | 0 - 1 | 1 - 2   |
| 11    | Soudan du Sud        | 1 - 2           | Guinée équatoriale | 1 - 1 | 0 - 1   |
| 12    | Comores              | 1 - 3           | Togo               | 1 - 1 | 0 - 2   |
| 13    | Tchad                | 1 - 3           | Soudan             | 1 - 3 | 0 - 0   |
| 14    | Seychelles           | 0 - 10          | Rwanda             | 0 - 3 | 0 - 7   |

## Résultats
| 4 septembre 2019 | Éthiopie  | 0 - 0   | Lesotho                                   | Bahir Dar Stadium, Bahir Dar                    |                                                 |
| 15h00 (16h00)    |           | (0 - 0) |                                           | Spectateurs : 45 000 Arbitrage : Mohamed Marouf | Spectateurs : 45 000 Arbitrage : Mohamed Marouf |
| 15h00 (16h00)    | Oukri 78e | Rapport | 54e Makape · 69e Thabiso · 78e Seturumane | Spectateurs : 45 000 Arbitrage : Mohamed Marouf | Spectateurs : 45 000 Arbitrage : Mohamed Marouf |

| 8 septembre 2019 | Lesotho        | 1 - 1   | Éthiopie            | Stade Setsoto, Maseru                            |                                                  |
| 15h00            | Seturumane 56e | (0 - 0) | 50e (csc) Lerotholi | Spectateurs : 14 000 Arbitrage : Messie Nkounkou | Spectateurs : 14 000 Arbitrage : Messie Nkounkou |
| 15h00            | Makepe 73e     | Rapport | 54e Tamene          | Spectateurs : 14 000 Arbitrage : Messie Nkounkou | Spectateurs : 14 000 Arbitrage : Messie Nkounkou |

L'Éthiopie passe au deuxième tour grâce à la règle des buts à l'extérieur.
| 5 septembre 2019 | Somalie                | 1 - 0   | Zimbabwe  | Stade national, Djibouti, ( Djibouti)              |                                                    |
| 17h00 (18h00)    | Shakunda 86e           | (0 - 0) |           | Spectateurs : 4 000 Arbitrage : Pousri Armi Alfred | Spectateurs : 4 000 Arbitrage : Pousri Armi Alfred |
| 17h00 (18h00)    | Abdullahi 82e · A. Ali | Rapport | 83e Lunga | Spectateurs : 4 000 Arbitrage : Pousri Armi Alfred | Spectateurs : 4 000 Arbitrage : Pousri Armi Alfred |

| 10 septembre 2019 | Zimbabwe                                  | 3 - 1   | Somalie                                      | Barbourfields Stadium, Bulawayo                        |                                                        |
| 15h00             | Munetsi 77e · Mutizwa 86e · Billiat 90+2e | (0 - 0) | 84e O. Mohamed                               | Spectateurs : 10 000 Arbitrage : Andofetra Rakotojaona | Spectateurs : 10 000 Arbitrage : Andofetra Rakotojaona |
| 15h00             | Munetsi 52e                               | Rapport | 26e S. Ali · 56e O. Mohamed · 62e M. Mohamed | Spectateurs : 10 000 Arbitrage : Andofetra Rakotojaona | Spectateurs : 10 000 Arbitrage : Andofetra Rakotojaona |

Après le cumul des scores des deux matchs, le Zimbabwe passe au deuxième tour sur le score de 3-2.
| 4 septembre 2019 | Érythrée     | 1 - 2   | Namibie                          | Denden Stadium, Asmara                             |                                                    |
| 15h00 (16h00)    | Sulieman 65e | (0 - 0) | 50e Shalulile · 58e (csc) Tesfay | Spectateurs : 8 000 Arbitrage : Mohamed Ali Moussa | Spectateurs : 8 000 Arbitrage : Mohamed Ali Moussa |
| 15h00 (16h00)    | Rapport      |         |                                  | Spectateurs : 8 000 Arbitrage : Mohamed Ali Moussa | Spectateurs : 8 000 Arbitrage : Mohamed Ali Moussa |

| 10 septembre 2019 | Namibie                        | 2 - 0   | Érythrée | Sam Nujoma Stadium, Windhoek                 |                                              |
| 19h00             | Limbondi 24e · Shalulile 90+2e | (1 - 0) |          | Spectateurs : 6 000 Arbitrage : Roland Danon | Spectateurs : 6 000 Arbitrage : Roland Danon |
| 19h00             | Shilongo 48e                   | Rapport |          | Spectateurs : 6 000 Arbitrage : Roland Danon | Spectateurs : 6 000 Arbitrage : Roland Danon |

Après le cumul des scores des deux matchs, la Namibie passe au deuxième tour sur le score de 4-1.
| 4 septembre 2019 | Burundi        | 1 - 1   | Tanzanie                  | Stade Intwari, Bujumbura                                |                                                         |
| 15h00            | Amissi 81e     | (0 - 0) | 85e Msuva                 | Spectateurs : 18 000 Arbitrage : Kokou Ognankotan Ntale | Spectateurs : 18 000 Arbitrage : Kokou Ognankotan Ntale |
| 15h00            | Nsabiyumva 41e | Rapport | 42e Abubakar · 66e Shamte | Spectateurs : 18 000 Arbitrage : Kokou Ognankotan Ntale | Spectateurs : 18 000 Arbitrage : Kokou Ognankotan Ntale |

| 8 septembre 2019 | Tanzanie             | 1 - 1             | Burundi                                        | Benjamin Mkapa National Stadium, Dar es Salam    |                                                  |
| 15h00 (16h00)    | Samatta 29e          | (1 - 1)           | 45+2e Abdul Razak                              | Spectateurs : 50 000 Arbitrage : Norman Matemera | Spectateurs : 50 000 Arbitrage : Norman Matemera |
| 15h00 (16h00)    | Ramadan 45e          | Rapport           | 68e Beranhino · 92e Amissi · 95e Bimenyimana · | Spectateurs : 50 000 Arbitrage : Norman Matemera | Spectateurs : 50 000 Arbitrage : Norman Matemera |
| 15h00 (16h00)    | Nyoni · Mao · Kamagi | Tirs au but 3 - 0 | Ngandu · Berahino · Bigirimana                 | Spectateurs : 50 000 Arbitrage : Norman Matemera | Spectateurs : 50 000 Arbitrage : Norman Matemera |

Après prolongation, la Tanzanie gagne 3–0 aux tirs au but et passe au deuxième tour.
| 4 septembre 2019 | Djibouti                         | 2 - 1   | Eswatini                                    | Stade national, Djibouti                        |                                                 |
| 17h00 (18h00)    | Mahabeh 45+4e (pen.) · Idleh 74e | (1 - 0) | 56e Mamba                                   | Spectateurs : 20 000 Arbitrage : Slim Belkhouas | Spectateurs : 20 000 Arbitrage : Slim Belkhouas |
| 17h00 (18h00)    |                                  | Rapport | 35e Ndzinisa · 62e Ndzabandzaba · 72e Mamba | Spectateurs : 20 000 Arbitrage : Slim Belkhouas | Spectateurs : 20 000 Arbitrage : Slim Belkhouas |

| 10 septembre 2019 | Eswatini    | 0 - 0   | Djibouti                                           | Mavuso Sports Centre, Manzini                |                                              |
| 15h00             |             | (0 - 0) |                                                    | Spectateurs : 1 200 Arbitrage : Beida Dahane | Spectateurs : 1 200 Arbitrage : Beida Dahane |
| 15h00             | Ngwenya 60e | Rapport | 8e Hirir · 56e Mahabeh · 75e Mohamaed · 83e Farada | Spectateurs : 1 200 Arbitrage : Beida Dahane | Spectateurs : 1 200 Arbitrage : Beida Dahane |

Après le cumul des scores des deux matchs, Djibouti passe au deuxième tour sur le score de 2-1.
| 7 septembre 2019 | Botswana                      | 0 - 0   | Malawi    | Francistown Stadium, Francistown               |                                                |
| 16h00            |                               | (0 - 0) |           | Spectateurs : 9 000 Arbitrage : Anthony Ogwayo | Spectateurs : 9 000 Arbitrage : Anthony Ogwayo |
| 16h00            | Leinanyane 12e · Kgaswane 45e | Rapport | 90e Idana | Spectateurs : 9 000 Arbitrage : Anthony Ogwayo | Spectateurs : 9 000 Arbitrage : Anthony Ogwayo |

| 10 septembre 2019 | Malawi           | 1 - 0   | Botswana                                    | Kamuzu Stadium, Blantyre                               |                                                        |
| 15h00             | Phiri 81e (pen.) | (0 - 0) |                                             | Spectateurs : 10 000 Arbitrage : Souleiman Ahmed Djama | Spectateurs : 10 000 Arbitrage : Souleiman Ahmed Djama |
| 15h00             | Chopoli 71e      | Rapport | 37e Mathumo · 61e Gaolaolwe · 79e Ditlhokwe | Spectateurs : 10 000 Arbitrage : Souleiman Ahmed Djama | Spectateurs : 10 000 Arbitrage : Souleiman Ahmed Djama |

Après le cumul des scores des deux matchs, le Malawi passe au deuxième tour sur le score de 1-0.
| 6 septembre 2019 | Gambie                               | 0 - 1   | Angola               | Independence Stadium, Bakau                              |                                                          |
| 19h00            |                                      | (0 - 1) | Carmo 32e            | Spectateurs : 24 000 Arbitrage : Quadri Ololade Adebimpe | Spectateurs : 24 000 Arbitrage : Quadri Ololade Adebimpe |
| 19h00            | Richter 34e · Sohna 36e · Ceesay 71e | Rapport | 55e Show · 69e Abreu | Spectateurs : 24 000 Arbitrage : Quadri Ololade Adebimpe | Spectateurs : 24 000 Arbitrage : Quadri Ololade Adebimpe |

| 10 septembre 2019 | Angola                  | 2 - 1   | Gambie                | Estádio 11 de Novembro, Luanda                       |                                                      |
| 17h00             | Geraldo 41e · Abreu 68e | (1 - 0) | 66e Ceesay            | Spectateurs : 6 000 Arbitrage : Jean-Marc Ganamandji | Spectateurs : 6 000 Arbitrage : Jean-Marc Ganamandji |
| 17h00             |                         | Rapport | 15e Jallow · 80e Ngum | Spectateurs : 6 000 Arbitrage : Jean-Marc Ganamandji | Spectateurs : 6 000 Arbitrage : Jean-Marc Ganamandji |

Après le cumul des scores des deux matchs, l'Angola passe au deuxième tour sur le score de 3-1.
| 4 septembre 2019 | Liberia                                               | 3 - 1   | Sierra Leone           | Samuel Kanyon Doe Sports Complex, Paynesville               |                                                             |
| 20h00            | Tisdell 18e (pen.) · Sangare 82e (pen.) · Johnson 89e | (1 - 0) | 56e Quee               | Spectateurs : 25 000 Arbitrage : Djindo Louis Houngnandande | Spectateurs : 25 000 Arbitrage : Djindo Louis Houngnandande |
| 20h00            |                                                       | Rapport | 11e Dumbuya · 21e Quee | Spectateurs : 25 000 Arbitrage : Djindo Louis Houngnandande | Spectateurs : 25 000 Arbitrage : Djindo Louis Houngnandande |

| 8 septembre 2019 | Sierra Leone            | 1 - 0   | Liberia                                                             | Siaka Stevens Stadium, Freetown                |                                                |
| 18h30            | Kamara 55e              | (0 - 0) |                                                                     | Spectateurs : 30 000 Arbitrage : Jean Ouattara | Spectateurs : 30 000 Arbitrage : Jean Ouattara |
| 18h30            | Conteh 75e · Kamara 89e | Rapport | 26e Njie · 45e Tisdell · 49e Hellberg · 77e Williams · 90+6e Dennis | Spectateurs : 30 000 Arbitrage : Jean Ouattara | Spectateurs : 30 000 Arbitrage : Jean Ouattara |

Après le cumul des scores des deux matchs, le Liberia passe au deuxième tour sur le score de 3-2.
| 4 septembre 2019 | Maurice | 0 - 1   | Mozambique               | Stade Anjalay, Belle Vue Maurel                   |                                                   |
| 16h30 (18h30)    |         | (0 - 1) | 10e Ernesto              | Spectateurs : 10 000 Arbitrage : Georges Gatogato | Spectateurs : 10 000 Arbitrage : Georges Gatogato |
| 16h30 (18h30)    |         | Rapport | 71e Kambala · 72e Quembo | Spectateurs : 10 000 Arbitrage : Georges Gatogato | Spectateurs : 10 000 Arbitrage : Georges Gatogato |

| 10 septembre 2019 | Mozambique                  | 2 - 0   | Maurice    | Stade national, Maputo                      |                                             |
| 16h00             | Bauque 6e · Geny 77e (pen.) | (2 - 0) |            | Spectateurs : 5 000 Arbitrage : Brian Miiro | Spectateurs : 5 000 Arbitrage : Brian Miiro |
| 16h00             | Junior 66e · Quembo 90+2e   | Rapport | 25e Agathe | Spectateurs : 5 000 Arbitrage : Brian Miiro | Spectateurs : 5 000 Arbitrage : Brian Miiro |

Après le cumul des scores des deux matches, le Mozambique passe au deuxième tour sur le score de 3-0.
| 4 septembre 2019 | Sao Tomé-et-Principe | 0 - 1   | Guinée-Bissau          | Estadio 12 de Julho, Sao Tomé             |                                           |
| 17h30            |                      | (0 - 0) | 85e (pen.) Mendes      | Spectateurs : 1 300 Arbitrage : Joao Goma | Spectateurs : 1 300 Arbitrage : Joao Goma |
| 17h30            | Pogba 68e · Vavá 82e | Rapport | 70e Soares · 76e Baldé | Spectateurs : 1 300 Arbitrage : Joao Goma | Spectateurs : 1 300 Arbitrage : Joao Goma |

| 10 septembre 2019 | Guinée-Bissau                     | 2 - 1   | Sao Tomé-et-Principe | Estádio 24 de Setembro, Bissau                  |                                                 |
| 18H30             | Mendes 66e 77e                    | (0 - 1) | 11e Iniesta          | Spectateurs : 16 000 Arbitrage : Dandu Williams | Spectateurs : 16 000 Arbitrage : Dandu Williams |
| 18H30             | Soeres 9e · Mendes 67e · Mané 84e | Rapport |                      | Spectateurs : 16 000 Arbitrage : Dandu Williams | Spectateurs : 16 000 Arbitrage : Dandu Williams |

Après le cumul des scores des deux matches, la Guinée-Bissau passe au deuxième tour sur le score de 3-1.
| 4 septembre 2019 | Soudan du Sud  | 1 - 1   | Guinée équatoriale         | Al Hilal Stadium, Omdourman ( Soudan)                 |                                                       |
| 15h00 (16h00)    | Kata 75e (csc) | (0 - 1) | 34e Meseguer               | Spectateurs : 5 000 Arbitrage : Abdulwahid Huraywidah | Spectateurs : 5 000 Arbitrage : Abdulwahid Huraywidah |
| 15h00 (16h00)    | Lumeri 61e     | Rapport | 55e Engonga · 78e Meseguer | Spectateurs : 5 000 Arbitrage : Abdulwahid Huraywidah | Spectateurs : 5 000 Arbitrage : Abdulwahid Huraywidah |

| 8 septembre 2019 | Guinée équatoriale   | 1 - 0   | Soudan du Sud | Nuevo Estadio de Malabo, Malabo                            |                                                            |
| 18h00 (17h00)    | Nsue 72e             | (0 - 0) |               | Spectateurs : 6 000 Arbitrage : Mahmood Ali Mahmood Ismail | Spectateurs : 6 000 Arbitrage : Mahmood Ali Mahmood Ismail |
| 18h00 (17h00)    | Ovono 78e · Seno 82e | Rapport | 62e Morgan    | Spectateurs : 6 000 Arbitrage : Mahmood Ali Mahmood Ismail | Spectateurs : 6 000 Arbitrage : Mahmood Ali Mahmood Ismail |

Après le cumul des scores des deux matches, la Guinée équatoriale passe au deuxième tour sur le score de 2-1.
| 6 septembre 2019 | Comores      | 1 - 1   | Togo                   | Stade de Moroni, Moroni                         |                                                 |
| 14h00            | Youssouf 49e | (0 - 1) | 33e Laba               | Spectateurs : 6 200 Arbitrage : Hery Ally Sasii | Spectateurs : 6 200 Arbitrage : Hery Ally Sasii |
| 14h00            | Bachirou 42e | Rapport | 27e Laba · 45e Dakonam | Spectateurs : 6 200 Arbitrage : Hery Ally Sasii | Spectateurs : 6 200 Arbitrage : Hery Ally Sasii |

| 10 septembre 2019 | Togo                          | 2 - 0   | Comores   | Stade de Kégué, Lomé                          |                                               |
| 18h00             | M'Dahoma 10e (csc) · Sunu 71e | (1 - 0) |           | Spectateurs : 25 000 Arbitrage : Pierre Atcho | Spectateurs : 25 000 Arbitrage : Pierre Atcho |
| 18h00             | Dossevi 51e · Lawson 64e      | Rapport | 19e Abdou | Spectateurs : 25 000 Arbitrage : Pierre Atcho | Spectateurs : 25 000 Arbitrage : Pierre Atcho |

Après le cumul des scores des deux matches, le Togo passe au deuxième tour sur le score de 3-1.
| 5 septembre 2019 | Tchad                 | 1 - 3   | Soudan                     | Stade Omnisports Idriss Mahamat Ouya, N'Djamena |                                                 |
| 16h30            | N'Douassel 85e (pen.) | (0 - 1) | 13e 67e 74e Agab           | Spectateurs : 29 000 Arbitrage : Bengaly Konaté | Spectateurs : 29 000 Arbitrage : Bengaly Konaté |
| 16h30            | Abaya 45+1e           | Rapport | 22e El-Rasheed · 84e Kamal | Spectateurs : 29 000 Arbitrage : Bengaly Konaté | Spectateurs : 29 000 Arbitrage : Bengaly Konaté |

| 10 septembre 2019 | Soudan                  | 0 - 0   | Tchad                         | Al-Merrikh Stadium, Omdurman                  |                                               |
| 19h00             |                         | (0 - 0) |                               | Spectateurs : 20 000 Arbitrage : Nelson Emile | Spectateurs : 20 000 Arbitrage : Nelson Emile |
| 19h00             | Abdallah 45e · Adam 75e | Rapport | 45e Mouandilmadji · 51e Ninga | Spectateurs : 20 000 Arbitrage : Nelson Emile | Spectateurs : 20 000 Arbitrage : Nelson Emile |

Après le cumul des scores des deux matches, le Soudan passe au deuxième tour sur le score de 3-1.
| 5 septembre 2019 | Seychelles | 0 - 3   | Rwanda                                    | Stade Linité, Victoria                        |                                               |
| 14h00            |            | (0 - 2) | Hakizimana 31e · Mukunzi 35e · Kagere 81e | Spectateurs : 1 300 Arbitrage : Belay Tadesse | Spectateurs : 1 300 Arbitrage : Belay Tadesse |
| 14h00            | Rapport    |         |                                           | Spectateurs : 1 300 Arbitrage : Belay Tadesse | Spectateurs : 1 300 Arbitrage : Belay Tadesse |

| 10 septembre 2019 | Rwanda                                                                           | 7 - 0   | Seychelles   | Stade Régional Nyamirambo, Kigali                  |                                                    |
| 18h00             | Bizimana 16e · Kagere 27e 51e · Tuyisenge 28e 34e · Mukunzi 57e · Hakizimana 79e | (4 - 0) |              | Spectateurs : 6 000 Arbitrage : Tsegay Mogos Teklu | Spectateurs : 6 000 Arbitrage : Tsegay Mogos Teklu |
| 18h00             |                                                                                  | Rapport | 60e Labrosse | Spectateurs : 6 000 Arbitrage : Tsegay Mogos Teklu | Spectateurs : 6 000 Arbitrage : Tsegay Mogos Teklu |

Après le cumul des scores des deux matches, le Rwanda passe au deuxième tour sur le score de 10-0.